# Grassy Hill
Grassy Hill (kinesiska: 草山) är ett berg i Hongkong (Kina). Det ligger i den norra delen av Hongkong. Toppen på Grassy Hill är 647 meter över havet, eller 250 meter över den omgivande terrängen. Bredden vid basen är 2,0 km.
Terrängen runt Grassy Hill är huvudsakligen kuperad.  Centrala Hongkong ligger 14,6 km söder om Grassy Hill. I omgivningarna runt Grassy Hill växer i huvudsak städsegrön lövskog.